# Enrique Esqueda
Enrique Alejandro Esqueda Tirado (nacido el 19 de abril de 1988, en la Ciudad de Santiago de Querétaro), es un futbolista mexicano que juega en la posición de delantero. Actualmente se encuentra sin equipo.

## Carrera
Club América
Debutó el 22 de abril de 2006 en un partido en el cual el Club América perdió frente al Atlante por la mínima diferencia.
Para el Clausura 2008, con la lesión del Delantero titular Hernán Rodrigo López, y el bajo nivel mostrado por Richard Núñez y Federico Higuaín recibe la confianza de Rubén Omar Romano para ser titular en el equipo junto a Salvador Cabañas.
Pachuca, Atlas y Tigres UANL
En 2011, Esqueda llega en calidad de compra definitiva al Pachuca Club de Fútbol proveniente del América. Una peligrosa lesión y los altibajos ocasionaron que Esqueda anotara solamente ocho goles en más de 30 partidos, cuota poco productiva para un delantero centro, por lo que Pachuca opta por cederlo a préstamo al Atlas de Guadalajara en 2014. Bajo el mandato de Tomás Boy en el Atlas, Esqueda logra regular participación y anota tres goles en diez partidos. En 2015, también en calidad de préstamo, es cedido a los Tigres de la UANL, para jugar bajo el mandato del experimentado entrenador Ricardo Ferretti. El 15 de abril de 2015, Esqueda le marcó tres goles al conjunto peruano del Juan Aurich, en la última fecha del grupo 6 de la Copa Libertadores 2015 para una victoria de 5-4 en Perú. El partido se vio envuelto en una polémica creada por la prensa argentina, misma que alegaba que Tigres había mandado un "equipo B" para enfrentar el duelo ante Juan Aurich, sabiendo que River Plate necesitaba la victoria de Tigres para mantenerse con vida en el torneo. Con el triplete de Esqueda, Tigres venció al Juan Aurich, y Esqueda fue catalogado como héroe por la prensa argentina y la directiva del River Plate. Con la victoria, Tigres clasifica primero de su grupo con 14 puntos y de paso ayudó a la clasificación del River Plate como segundo del grupo, eliminando a Juan Aurich. El 18 de abril siguiente, Esqueda anotó el 3-0 que le daría la victoria a Tigres sobre el acérrimo rival CF Monterrey  en el Clásico Regiomontano 104. En los octavos de final de la Copa Libertadores, Esqueda anotó el primer gol de la victoria por 2-1 de los Tigres sobre Universitario de Sucre.
Lesión
En 2012, su carrera estuvo en peligro debido a una Fascitis Plantar. Esqueda se había negado a viajar a España para tratarse. Decidió tratarse en Argentina con el ex médico de Boca Juniors Jorge Batista, quien lo trató y le permitió volver a las canchas de fútbol.
Aventura en Europa
Luego de estar sin equipo desde el abril del 2017, prueba una nueva aventura en el Viejo Continente, probando con Arka Gdynia de Polonia, jugando la pretemporada con el club. Después de las destacadas actuaciones por parte del jugador, es fichado por el club.
Debuta el 17 de febrero de 2018 con el Arka Gdynia en la liga, entrando de cambio al 58' en contra de Wisla Cracovia.

## Selección nacional

### Categorías menores
Sub-17
En septiembre de 2005, Esqueda fue llamado por Jesús Ramírez para representar a México en el Campeonato Mundial Sub-17 en Perú . En opinión personal del entrenador, mostró un mayor potencial que su compañero Javier Hernández (más tarde jugador de Manchester United y Real Madrid) que finalmente no estaba en el equipo para este torneo. En tierras peruanas, el jugador permaneció como suplente y jugó dos de los seis partidos posibles (uno de ellos en la alineación titular), y los mexicanos ganaron el título, derrotando a Brasil en la final (3-0). Los miembros de ese equipo ganador (llamado la "generación dorada") fueron, junto con Esqueda, jugadores como Giovani dos Santos , Carlos Vela o Héctor Moreno.
Sub-20
En enero de 2007, Esqueda fue convocado por Jesús Ramírez para la clasificación a la Copa Mundial de Fútbol Sub-20 de 2007. Jugó en dos de tres partidos posibles y anotó en el empate con Costa Rica (1-1). Su equipo, obtuvo el primer lugar en el grupo y se clasificó para el Campeonato Mundial Sub-20 en Canadá, que se llevó a cabo cinco meses después, sin embargo, no fue convocado para el mundial.
Sub-23
Enrique Esqueda fue convocado por el director técnico de la Selección de fútbol de México, Hugo Sánchez Márquez, para jugar el Torneo Preolímpico Sub-23 de la Concacaf en Carson, California, clasificatorio a los Juegos Olímpicos de Pekín 2008. El combinado mexicano signaría una pésima actuación en el torneo al empatar con Canadá (1-1), perder ante Guatemala por 2 a 1 y, finalmente golear a Haití por 5-1 sin que esto fuera suficiente para clasificar para la ronda semifinal y disputar un cupo a la cita olímpica.

### Absoluta
Enrique Esqueda es convocado al equipo mayor mexicano durante la era de Sven-Göran Eriksson (2008). Su partido del debut fue contra Chile, en el que se termina perdiendo por un autogol de Juan Carlos Valenzuela, entonces jugador de los Tecos de la UAG. Esqueda no tuvo una participación digna de destacarse, lo que lo alejó de ser tomado en cuenta para partidos posteriores. Cuando Javier Aguirre llegó al tricolor, es llamado para integrar la escuadra que jugó el duelo contra Colombia en el que se pierde por 2-1. Dicho encuentro bastó para que el Vasco lo tomara en cuenta para los enfrentamientos eliminatorios contra El Salvador y Trinidad y Tobago, siendo con los Soca Warriors su debut en partidos oficiales. Esqueda entró de cambio por Miguel Sabah y con una asistencia de Cuauhtémoc Blanco, anotó su primer gol con la verde mayor.

### Partidos internacionales
| Partidos internacionales | Partidos internacionales | Partidos internacionales                                  | Partidos internacionales | Partidos internacionales | Partidos internacionales   | Partidos internacionales |
| #                        | Fecha                    | Sede                                                      | Oponente                 | Resultado                | Competición                |                          |
| ------------------------ | ------------------------ | --------------------------------------------------------- | ------------------------ | ------------------------ | -------------------------- | ------------------------ |
| 1.                       | 22 de agosto de 2007     | Dick's Sporting Goods Park, Commerce City, Estados Unidos | Colombia                 | 0–1                      | Amistoso                   |                          |
| 2.                       | 24 de septiembre de 2008 | Memorial Coliseum, Los Ángeles, Estados Unidos            | Chile                    | 0–1                      | Amistoso                   |                          |
| 3.                       | 30 de septiembre de 2009 | Cotton Bowl, Dallas, Estados Unidos                       | Colombia                 | 1–2                      | Amistoso                   |                          |
| 4.                       | 14 de octubre de 2009    | Hasely Crawford Stadium, Port of Spain, Trinidad y Tobago | Trinidad y Tobago        | 2–2                      | Clasificación Mundial 2010 |                          |
| 5.                       | 11 de agosto de 2010     | Estadio Azteca, Ciudad de México, México                  | España                   | 1–1                      | Amistoso                   |                          |
| 6.                       | 4 de septiembre de 2010  | Estadio Omnilife, Zapopan, México                         | Ecuador                  | 1–2                      | Amistoso                   |                          |
| 7.                       | 7 de septiembre de 2010  | Estadio Universitario, San Nicolás, México                | Colombia                 | 1–0                      | Amistoso                   |                          |
| 8.                       | 12 de octubre de 2010    | Estadio Olímpico Benito Juárez, Ciudad Juárez, México     | Venezuela                | 2–2                      | Amistoso                   |                          |
| 9.                       | 3 de junio de 2015       | Estadio Nacional de Lima, Lima, Perú                      | Perú                     | 1–1                      | Amistoso                   |                          |

Goles internacionales
| Gol | Fecha                 | Sede                                                      | Oponente          | Marcador | Resultado | Competición                             |
| --- | --------------------- | --------------------------------------------------------- | ----------------- | -------- | --------- | --------------------------------------- |
| 1.  | 14 de octubre de 2009 | Estadio Hasely Crawford, Puerto España, Trinidad y Tobago | Trinidad y Tobago | 1–1      | 2–2       | Clasificación para la Copa Mundial 2010 |

### Participaciones en torneos internacionales
| Competición                 | Categoría | Sede                                 | Resultado         | Partidos | Goles |
| --------------------------- | --------- | ------------------------------------ | ----------------- | -------- | ----- |
| Copa Mundial de 2005        | Sub-17    | Perú                                 | Campeón           | 2        | 0     |
| Clasificación CONCACAF 2007 | Sub-20    | Panamá                               | Campeón           | 2        | 1     |
| Juegos Panamericanos 2007   | Sub-23    | Brasil                               | Medalla de bronce | 5        | 4     |
| Preolímpico CONCACAF 2008   | Sub-23    | Estados Unidos                       | Primera fase      | 3        | 1     |
| Clasificación Mundial 2010  | Absoluta  | Norteamérica, Centroamérica y Caribe | Clasificado       | 1        | 1     |
| Copa América 2015           | Absoluta  | Chile                                | Primera fase      | 0        | 0     |
| Total                       | –         | –                                    | –                 | 13       | 7     |

## Estadísticas

### Clubes
| C. Zacatepec · México |               |               |     |    |    |    |    |     |     |      |     |
| 2ª | 2005-06       | 12            | 4   | -  | -  | -  | -  | 12  | 4   | 0.33 |     |
| Total club | Total club    | 12            | 4   | -  | -  | -  | -  | 12  | 4   | 0.33 |     |
| C. América · México |               |               |     |    |    |    |    |     |     |      |     |
| 1ª | 2006          | 1             | 0   | -  | -  | 3  | 0  | 4   | 0   | 0    |     |
| 1ª | 2006-07       | 4             | 0   | 0  | 0  | 0  | 0  | 4   | 0   | 0    |     |
| 1ª | 2007-08       | 22            | 3   | 4  | 0  | 13 | 4  | 39  | 7   | 0.18 |     |
| 1ª | 2008-09       | 26            | 4   | 3  | 0  | -  | -  | 29  | 4   | 0.14 |     |
| 1ª | 2009-10       | 27            | 5   | 3  | 1  | -  | -  | 30  | 6   | 0.2  |     |
| 1ª | 2010-11       | 27            | 3   | -  | -  | 3  | 0  | 30  | 3   | 0.1  |     |
| Total club | Total club    | 107           | 15  | 10 | 1  | 19 | 4  | 136 | 20  | 0.15 |     |
| Pachuca C.F. · México |               |               |     |    |    |    |    |     |     |      |     |
| 1ª | 2011-12       | 20            | 8   | -  | -  | -  | -  | 20  | 8   | 0.4  |     |
| 1ª | 2012-13       | 0             | 0   | 2  | 1  | -  | -  | 2   | 1   | 0.5  |     |
| 1ª | 2013-14       | 16            | 2   | 6  | 2  | -  | -  | 22  | 4   | 0.18 |     |
| Total club | Total club    | 36            | 9   | 8  | 3  | -  | -  | 44  | 12  | 0.27 |     |
| Atlas F.C. · México |               |               |     |    |    |    |    |     |     |      |     |
| 1ª | 2014          | 16            | 3   | 3  | 0  | -  | -  | 19  | 3   | 0.16 |     |
| Total club | Total club    | 16            | 3   | 3  | 0  | -  | -  | 19  | 3   | 0.16 |     |
| Tigres U.A.N.L. · México |               |               |     |    |    |    |    |     |     |      |     |
| 1ª | 2015          | 16            | 2   | -  | -  | 7  | 4  | 23  | 6   | 0.26 |     |
| 1ª | 2015          | 2             | 0   | -  | -  | 1  | 0  | 3   | 0   | 0    |     |
| Total club | Total club    | 18            | 2   | -  | -  | 8  | 4  | 26  | 6   | 0.23 |     |
| C.D. Veracruz · México |               |               |     |    |    |    |    |     |     |      |     |
| 1ª | 2016          | 6             | 1   | 1  | 0  | -  | -  | 7   | 1   | 0.14 |     |
| Total club | Total club    | 6             | 1   | 1  | 0  | -  | -  | 7   | 1   | 0.14 |     |
| Chiapas F.C. · México |               |               |     |    |    |    |    |     |     |      |     |
| 1ª | 2017          | 5             | 0   | 5  | 1  | -  | -  | 10  | 1   | 0.1  |     |
| Total club | Total club    | 5             | 0   | 5  | 1  | -  | -  | 10  | 1   | 0.1  |     |
| Arka Gdynia · Polonia |               |               |     |    |    |    |    |     |     |      |     |
| 1ª | 2017-18       | 8             | 2   | 1  | 0  | -  | -  | 9   | 2   | 0.22 |     |
| Total club | Total club    | 8             | 2   | 1  | 0  | -  | -  | 9   | 2   | 0.22 |     |
| East Bengal India |               |               |     |    |    |    |    |     |     |      |     |
| 1ª | 2018-19       | 14            | 9   | -  | -  | -  | -  | 14  | 9   | 0.67 |     |
| Total club | Total club    | 14            | 9   | -  | -  | -  | -  | 9   | 6   | 0.67 |     |
| Total carrera | Total carrera | Total carrera | 222 | 45 | 28 | 5  | 27 | 8   | 277 | 58   | 0.2 |
| (1)Incluye datos de la Copa México e InterLiga (2008, 2009 y 2010). (2)Incluye datos de la Liga Campeones CONCACAF (2006 y 2015-16) y Copa Libertadores (2007, 2008, 2011 y 2015). |               |               |     |    |    |    |    |     |     |      |     |

### Tripletes
| Tripletes | Tripletes  | Tripletes                       | Tripletes   | Tripletes        | Tripletes       | Tripletes | Tripletes         |
| #         | Fecha      | Lugar                           | Equipo      | Rival            | Goles           | Resultado | Competición       |
| --------- | ---------- | ------------------------------- | ----------- | ---------------- | --------------- | --------- | ----------------- |
| 1         | 15/04/2015 | Estadio Elías Aguirre, Chiclayo | Tigres UANL | Club Juan Aurich | Gol · Gol · Gol | 4 - 5     | Copa Libertadores |

## Palmarés

### Torneos nacionales
| Título           | Club                 | Sede           | Año  |
| ---------------- | -------------------- | -------------- | ---- |
| InterLiga        | C. América           | Estados Unidos | 2008 |
| Primera División | C.F. Tigres U.A.N.L. | México         | 2015 |

### Torneos internacionales
| Título                        | Club                      | Sede   | Año  |
| ----------------------------- | ------------------------- | ------ | ---- |
| Copa Mundial de Fútbol Sub-17 | Selección Mexicana Sub-17 | Perú   | 2005 |
| Copa Campeones CONCACAF       | C. América                | México | 2006 |
| en Juegos Panamericanos       | Selección Mexicana Sub-23 | Brasil | 2007 |